# Kim loại phụ
Kim loại phụ là một thuật ngữ sử dụng rộng rãi trong công nghiệp luyện kim, nói chung dùng để chỉ các kim loại là phụ phẩm trong nấu luyện một kim loại cơ bản.  Trừ một giai đoạn ngắn với sự tồn tại của Sàn Giao dịch Kim loại Phiếm Á (Fanya Metal Exchange, 泛亞有色金屬交易所, 2011-2015) tại Côn Minh, Trung Quốc thì về cơ bản các kim loại phụ không có sàn giao dịch thực sự, và không được giao dịch trên các sàn giao dịch kim loại đang hoạt động, chẳng hạn như Sàn Giao dịch Kim loại London (LME).

## Đặc trưng
Hai đặc trưng nói chung gắn với các kim loại phụ là:
- Sản lượng toàn cầu là tương đối nhỏ khi so sánh với các kim loại cơ bản,
- Chủ yếu chúng được tách chiết như là phụ phẩm của các kim loại cơ bản.[1]

Tuy nhiên, do sự đa dạng của các kim loại thường được phân loại như là kim loại phụ, nên hiện tại người ta vẫn còn thảo luận và chưa thống nhất về việc chính xác thế nào là một kim loại phụ. Cần lưu ý rằng các kim loại phụ có một loạt các ứng dụng trong nhiều lĩnh vực công nghiệp, bao gồm dược phẩm, vật liệu bán dẫn, ô tô, thủy tinh, pin, năng lượng mặt trời v.v..  Nhiều kim loại phụ là thiết yếu đối với công nghệ thế kỷ 21. Chúng cũng khó được chiết tách từ các khoáng vật chủ nguồn gốc tự nhiên của chúng so với các kim loại cơ bản.

## Các kim loại phụ
Các kim loại thường được phân loại như là kim loại phụ bao gồm:
Antimon (Sb), Asen (As), Beryli (Be), Bismut (Bi), Cadmi (Cd), Calci (Ca), Coban (Co), Crom (Cr), Dysprosi (Dy), Erbi (Er), Europi (Eu), Gadolini (Gd), Gali (Ga), Germani (Ge), Hafni (Hf), Holmi (Ho), Indi (In), Iridi (Ir), Lanthan (La), Lithi (Li), Luteti (Lu), Magie (Mg), Mangan (Mn), Molypden (Mo), Neodymi (Nd), Niobi (Nb), Osmi (Os), Praseodymi (Pr), Rheni (Re), Rhodi (Rh), Rutheni (Ru), Samari (Sm), Scandi (Sc), Seleni (Se), Silic (Si), Stronti (Sr), Tali (Tl), Tantan (Ta), Teluride (Te), Terbi (Tb), Thuli (Tm), Thủy ngân (Hg), Titan (Ti), Vanadi (V), Wolfram (W), Xeri (Ce), Yterbi (Yb), Ytri (Y), Zirconi (Zr).

## Công nghiệp
Theo Hiệp hội Kinh doanh Kim loại phụ (MMTA), chỉ riêng các thành viên của Hiệp hội này đã chiếm trên 10 tỷ USD giá trị thương mại mỗi năm các sản phẩm kim loại phụ.

## Sản xuất
Nghiên cứu gần đây dựa theo số liệu từ Cục Khảo sát Địa chất Hoa Kỳ (USGS) chỉ ra rằng Trung Quốc không chỉ là nhà sản xuất hàng đầu các kim loại phụ, cung cấp khoảng 40% sản lượng toàn thế giới, mà thị phần của Trung Quốc cũng tăng 34% trong giai đoạn 2000-2009.

## Ứng dụng
Các kim loại phụ được sử dụng trong nhiều ứng dụng người dùng cuối đa dạng, từ các tụ điện cho đồ điện tử người tiêu dùng (tantan) và các cathode kim loại cho các loại pin sạc lại (coban) tới các tế bào năng lượng mặt trời quang điện (silic) và vật liệu bán dẫn (gali và indi). Các ứng dụng người dùng cuối của kim loại phụ có thể giúp chia các kim loại này ra thành 4 nhóm:
1. Kim loại điện tử (như Gali và Germani).
2. Kim loại năng lượng (như Molypden và Zirconi).
3. Kim loại cấu trúc (như Crom và Vanadi).
4. Kim loại tính năng kỹ thuật (như Titan và Rheni).